# ニュージーランドの国章
ニュージーランドの国章（ニュージーランドのこくしょう）は1956年に制定された。王冠を戴く盾の脇に、サポーターとして白人の女性とマオリの酋長の身なりをした男性が立つというデザイン。

1911年制定の旧国章

## 構成要素
- 盾は赤と青で四分割し、中央に白い縦帯を配して左右に分割するデザイン。盾が左右に分けられているのは、ニュージーランドの主要な島である北島と南島を象徴する。盾を左右に分割する縦帯は北島と南島の間を通るクック海峡を表している。
- クック海峡を表す銀（白）の縦帯に並ぶ三隻のガレー船は海上交易のシンボル。
- 左上の青地に浮かぶ四つの星は国旗にもデザインされている南十字星。
- 右上には赤地に金（黄）で描かれる羊の毛皮は畜産業のシンボル。
- 左下の赤地に金で描かれた麦の束は農業のシンボル。
- 右下の青地に金で描かれた交差したハンマーは工業のシンボル。
- 盾の左側にはニュージーランド国旗を抱えた白人の女性が立つ。彼女は入植者の子孫と女性を代表している。
- 盾の右側にはタイアハと呼ばれるマオリの槍状の棒（儀仗）を抱えたマオリの男性が立つ。彼は先住民の子孫と男性を代表している。
- 盾の上部にはイギリス王室で戴冠式に使われる聖エドワード王冠が描かれる。首長であるイギリス君主を象徴している。
- 盾の下部にはギンシダが描かれている。ギンシダはマオリの人々の信仰の対象であった。
- リボンには国名である「ニュージーランド」の文字。

## 旧国章
1911年に制定された旧国章とはデザインはほぼ共通だが、細部に違いがある。
- 現行のものは盾の上部に聖エドワード王冠が描かれるが、旧国章はイギリス国旗を掲げるライオンの上半身が描かれている。
- 現行のものは盾の左右に立つ白人女性と原住民男性が向かい合っているが、旧国章は正面を向いている。
- 現行のものは盾の下のリボンに国名が書かれているが、旧国章は標語である"ONWARD"（「先へ」）と書かれている。
- 現行のものは盾の下部を二枚のシダの葉が飾るが、旧国章では黄金の蔦のような装飾が施されている。

ことなどが挙げられる。また、盾の左側に立つ白人女性の姿も旧国章では褐色の髪に引き裾のドレスであったのが、現行のものでは金髪で簡素なワンピース姿になっている。